# Römisches Gräberfeld Wißmannsdorf
Koordinaten: 50° 0′ 11″ N, 6° 25′ 57″ O
Das Römische Gräberfeld Wißmannsdorf ist ein römisches Grabfeld in der Ortsgemeinde Wißmannsdorf im Eifelkreis Bitburg-Prüm in Rheinland-Pfalz.

## Beschreibung
Das größte Hügelgräberfeld auf der Gemarkung Wißmannsdorf befindet sich wenig östlich des Ortsbezirks Koosbüsch. Ein weiteres in der heutigen Ortslage von Koosbüsch und ein drittes, deutlich kleineres befinden sich östlich des Ortsbezirks Hermesdorf.
Das größere Grabfeld stammt aus der Zeit der Hunsrück-Eifel-Kultur (HEK), die beiden anderen Grabfelder lassen sich als römerzeitlich einordnen.

## Archäologische Befunde

### Grabhügelfeld Koosbüsch
Dieses Grabfeld befindet sich wenig östlich von Koosbüsch in leichter Hanglage und umfasst insgesamt 17 Grabhügel. Im Jahre 1936 untersuchte das Rheinische Landesmuseum Trier vier der Grabhügel. Bei den Bestattungen 4 und 5 wurden wenige Beigaben gefunden, man konnte jedoch anhand der Funde die Datierung in die HEK vornehmen. Zudem wurde festgestellt, dass es sich um Scheiterhaufengräber handelt. Grab 3 wies ein Fragment eines Kruges aus der Römerzeit auf.

### Bestattungsplatz
In Verbindung mit dem 1936 entdeckten Grabfeld in Koosbüsch wurde noch etwas weiter östlich in einem Waldgebiet, nahe dem Grabfeld, eine Steinkiste gefunden. Möglicherweise handelt es sich um eine Aschenkiste. Vermutet wird hier ein größerer römischer Bestattungsplatz, der jedoch nicht mehr genau lokalisiert werden konnte.

### Brandgräberfeld Koosbüsch
Einige römische Streufunde deuten auf ein zweites Grabfeld innerhalb der heutigen Ortslage von Koosbüsch hin. Entdeckt wurden römische Münzen und Fragmente von Keramik sowie eine bereits ausgeräumte Aschenkiste in den Jahren um 1930. Besonders dieser Fund lässt auf ein zweites Grabfeld schließen.

### Brandgräberfeld Hermesdorf
Das dritte, recht kleine Grabfeld, befindet sich östlich des Ortsbezirks Hermesdorf in leichter Hanglage und umfasst lediglich eine Fläche von rund 10 auf 10 Meter. 1911 wurden hier mehrere Brandgräber entdeckt und die Funde, bestehend aus Gefäßen und Metallteilen, wurden geborgen. Später wurden zudem drei weitere Brandbestattungen an dieser Stelle beobachtet. Hierbei handelt es sich um rechteckige Gräber von 1,2 auf 0,9 Meter mit relativ reicher Ausstattung. Gefehlt haben allerdings die sonst üblichen Steinumstellungen sowie die Aschenkisten. Unter den Funden sind vor allem südgallische Sigillaten nennenswert, die einen Stempel trugen und aus claudisch-nerodischer Zeit stammen.

## Erhaltungszustand und Denkmalschutz
Das Grabhügelfeld Koosbüsch sowie der Bestattungsplatz befinden sich innerhalb eines Waldes und sind vollständig erhalten, vor allem, da es keinen Einfluss durch landwirtschaftliche Nutzung gab. Die Brandgräberfelder Koosbüsch und Hermesdorf befanden sich in heute bebautem Gebiet sowie in einer Ackerfläche und sind durch die spätere landwirtschaftliche Nutzung bzw. seit den Ausgrabungen in Hermesdorf nicht mehr vor Ort erhalten.
Die Gräberfelder sind als eingetragenes Kulturdenkmal im Sinne des Denkmalschutzgesetzes des Landes Rheinland-Pfalz (DSchG) unter besonderen Schutz gestellt. Nachforschungen und gezieltes Sammeln von Funden sind genehmigungspflichtig, Zufallsfunde an die Denkmalbehörden zu melden.